# ISO 3166-2:TN
ISO 3166-2:TN és l'entrada de l'ISO 3166-2, part de la norma ISO, que defineix codis pels noms de les principals subdivisions de Tunísia (que té "TN" com a codi ISO 3166-1 alpha-2)
Inclou 24 governacions. Cada codi comença amb TN-, seguit de dues xifres.

## Codis actuals

Governacions de Tunísia

| Codi  | Nom de subdivisió (governació) | Nom de subdivisió (governació) (en àrab) |
| ----- | ------------------------------ | ---------------------------------------- |
| TN-11 | Tunis                          | تونس                                     |
| TN-12 | Ariana                         | أريانة                                   |
| TN-13 | Ben Arous                      | بن عروس                                  |
| TN-14 | Manouba                        | منوبة                                    |
| TN-21 | Nabeul                         | نابل                                     |
| TN-22 | Zaghouan                       | زغوان                                    |
| TN-23 | Bizerta                        | بنزرت                                    |
| TN-31 | Béja                           | باجة                                     |
| TN-32 | Jendouba                       | جندوبة                                   |
| TN-33 | el Kef                         | الكاف                                    |
| TN-34 | Siliana                        | سليانة                                   |
| TN-41 | Kairuan                        | القيروان                                 |
| TN-42 | Kasserine                      | القصرين                                  |
| TN-43 | Sidi Bou Zid                   | سيدي بوزيد                               |
| TN-51 | Sussa                          | سوسة                                     |
| TN-52 | Monastir                       | المنستير                                 |
| TN-53 | Mahdia                         | المهدية                                  |
| TN-61 | Sfax                           | صفاقس                                    |
| TN-71 | Gafsa                          | قفصة                                     |
| TN-72 | Tozeur                         | توزر                                     |
| TN-73 | Kébili                         | قبلي                                     |
| TN-81 | Gabès                          | قابس                                     |
| TN-82 | Médenine                       | مدنين                                    |
| TN-83 | Tataouine                      | تطاوين                                   |

1. ↑  El nom en àrab escrit en alfabet àrab no està inclòs a l'estàndard ISO 3166-2.